# 19913 Aigyptios
19913 Aigyptios (1973 SU1) là một thiên thể Troia của Sao Mộc.